# Mandibuläre Retrognathie
Eine mandibuläre Retrognathie (von lat. mandibula „Unterkiefer“, lat. retro „rückwärts“  und griech. γνάϑος „Kiefer“), seltener Retromandibulie, bezeichnet eine Rückverlagerung des Unterkiefers im Verhältnis zur Schädelbasis. Es handelt sich somit um eine Beschreibung der Lage des Unterkiefers, nicht jedoch seiner Größe. Darüber hinaus beinhaltet der Begriff keine Bezeichnung der Lage der Kiefer zueinander. Es existiert eine Anzahl häufig synonym verwendeter Begriffe, die korrekterweise wie folgt unterschieden werden müssen:
- Mandibuläre Opisthognathie – (gr. ópisthen – „rückwärts“, γνάϑος – „Kiefer“)  Synonym, das jedoch in der zahnmedizinischen Fachliteratur kaum Verwendung findet.
- Mandibuläre Mikrognathie – (gr. „klein“ γνάϑος – „Kiefer“) bezeichnet eine ausgeprägte Hypoplasie des Unterkiefers mit Verkürzung der Unterkieferbasis, was zu einer scheinbaren Rückverlagerung des Unterkiefers mit entsprechendem horizontalen Überbiss führt. Die Mikrognathie wird auch als Vogelgesicht bezeichnet.
- Retrogenie (lat. retro „rückwärts“ und gr. γενειον „Kinn“), Opisthogenie (gr. ópisthen – „rückwärts“, γενειον „Kinn“) – Diese Begriffe sind veraltet und irreführend. Genaugenommen bezeichnen sie eine Rückverlagerung des Kinns. Ob die Ursache eine mandibuläre Retrognathie, Mikrognathie oder eine Unterentwicklung der knöchernen Anteile des Kinns ist, wird nicht differenziert.

Allein der Begriff mandibuläre Retrognathie beschreibt noch keine vollständige Diagnose. Insbesondere die Lage zur Maxilla und deren Lage zur Schädelbasis sind für die Therapieplanung entscheidend. Daraus ergibt sich eine Vielzahl möglicher Diagnosen, die zum retrognathen Formenkreis zählen.
In der angelsächsischen Fachliteratur spricht man von mandibular retrognathism oder mandibular retrognathia.
Wenn nicht nur der Unterkiefer verkürzt ist, sondern die Mundspalte insgesamt zu klein ist, dann spricht man von einer Mikrostomie.

## Ätiologie
Die mandibuläre Retrognathie ist sehr häufig erblich bedingt. Bei einigen Syndromen kann sie wesentliches Merkmal sein, beispielsweise beim PARC-Syndrom. Daneben können auch Störungen des Kieferwachstums, beispielsweise durch eine Osteomyelitis (Knochenmarksentzündung), eine Gelenkfortsatzfraktur oder eine Ankylose, zu dem Symptom führen. Auch Entzündungen an den Wachstumsfugen im Kiefer kann zu einer Retrogenie führen.

## Symptomatik
Die betroffenen Patienten weisen ein „fliehendes Kinn“ und eine vorspringende Oberlippe auf. Die mandibuläre Retrognathie tritt meist beidseitig auf, kann aber im nicht angeborenen Fall auch einseitig auftreten. Sie ist durch eine signifikante Unterentwicklung (Hypoplasie) des Unterkiefers gekennzeichnet, die eine Rücklage des Kinns und somit einen Distalbiss (Überbiss) bewirkt. Die mandibuläre Retrognathie kann in einzelnen Fällen auch zusammen mit einer maxillären Prognathie (Fehlstellung der Zähne im Oberkiefer) auftreten. Das Öffnen des Mundes ist im Fall von Gelenkfrakturen oder Ankylosen meist eingeschränkt. Die Schneidezähne sind sehr häufig verlängert, da sie beim Wachstum keinen natürlichen Widerstand in Form der oberen Zahnreihe hatten. Beim Schlussbiss treffen die unteren Schneidezähne auf die Gaumenschleimhaut.
Mit der mandibuläre Retrognathie sind oft auch andere Syndrome, wie beispielsweise das Schlafapnoe-Syndrom assoziiert.
Während die meisten Patienten mit Retrogenie sonst völlig gesund sind, kann das Symptom in manchen Fällen mit einigen genetisch bedingten Syndromen, wie beispielsweise Trisomie 9, Zellweger-Syndrom, Pierre-Robin-Sequenz oder De-Grouchy-Syndrom, assoziiert sein.

## Therapie
Wird die Fehlstellung des Unterkiefers nicht rechtzeitig behandelt, so steigt die Wahrscheinlichkeit von Schädigungen der Zähne und des Zahnhalteapparates. Beides kann zu einem frühzeitigen Zahnverlust führen.
Die Vorverlagerung der Unterkiefers lässt sich nur durch eine Verlängerung der aufsteigenden Äste des Unterkieferknochens erreichen. Dies ist kieferchirurgisch durch eine Knochentransplantation oder eine Kallusdistraktion (allmähliches Auseinanderziehen der zuvor aufgetrennten Knochenfragmente, siehe Verlängerungsosteotomie) möglich.